# Districtul Sang Khom
Sang Khom (în thailandeză สร้างคอม) este un district (Amphoe) din provincia Udon Thani, Thailanda, cu o populație de 28.441 de locuitori și o suprafață de 287,179 km².

## Componență
Districtul este subdivizat în 6 subdistricte (tambon), care sunt subdivizate în 52 de sate (muban).
| Nr. | Nume         | În thailandeză | Sate | Locuitori |  |
| --- | ------------ | -------------- | ---- | --------- |  |
| 1.  | Sang Khom    | สร้างคอม        | 13   | 7,512     |  |
| 2.  | Chiang Da    | เชียงดา         | 8    | 3,397     |  |
| 3.  | Ban Yuat     | บ้านยวด         | 6    | 4,090     |  |
| 4.  | Ban Khok     | บ้านโคก         | 10   | 7,263     |  |
| 5.  | Na Sa-at     | นาสะอาด        | 8    | 2,247     |  |
| 6.  | Ban Hin Ngom | บ้านหินโงม       | 7    | 3,932     |  |